# فالكيريا ريفولوشن
فالكيريا ريفولوشن (بالإنجليزية: Valkyria Revolution)‏ (باليابانية: 蒼き革命のヴァルキュリア)، هي لعبة فيديو إلكترونية من نوع أكشن تقمص الأدوار، صدرت في اليابان في شهر يناير 2017م وصدر في أوروبا والقارة الأمريكية في شهر يونيو من نفس السنة، وتعمل على أنظمة التشغيل التالية: بلاي ستيشن 4 وبلاي ستيشن فيتا وإكس بوكس ون.